# Nedao melletti csata
A Nedao folyó vagy patak melletti csatában az Ardarik vezette gepidák és egyéb felkelt népek győzelmet arattak Attila fiai által vezette hunok maradékain. Ezen csatára Jordanes szolgáltat adatokat, aki szerint 30 ezer hun és szövetséges csapat esett el, Attila legöregebb fiával Ellákkal együtt. A középkori becsléseknek azonban nehezen adhatunk hitelt. Ezek után a hunok elhagyták a Kárpát-medencét és visszatértek a keleti sztyeppékre. A csata pontos időpontja (Attila halála után 453, 454 vagy 455-ben) és helye (egyesek szerint a Hernád folyónál, vagy a Száva egyik mellékágánál, esetleg a germán Donau elferdített alakja alapján a Duna mellett lett volna) azonban máig vitatott.
Idézet:

260.

Amint ezt Ardarichus, a gepidák királya megtudta, méltatlankodott, hogy annyi nép sorsáról úgy tárgyalnak, mint a leghitványabb rabszolgákéról. Elsőként lázadt fel Attila fiai ellen, és a szolgaság szégyenbélyegét, minthogy szerencse kísérte, letörölte. S nemcsak a saját törzsét, hanem a többit is, melyek éppúgy alá voltak vetve, felszabadította az elpártolásával, mivel mindenki szívesen harcol azért, ami mindnyájuk hasznára válik. Tehát a kölcsönös felszabadulásra felfegyverkeztek és háborúba bocsátkoztak Pannoniában egy folyó mellett, melynek a neve Nedao.

## Külső hivatkozások
- Kislexikon [Tiltott forrás?]